# Pont-Melvez
Pont-Melvez (tiếng Breton: Pont-Melvez) là một xã của tỉnh Côtes-d’Armor, thuộc vùng Bretagne, tây bắc Pháp.

## Dân số
Người dân ở Pont-Melvez được gọi là Pont-Melvéziens.